# أدريان مارتن (ناقد سينمائي)
أدريان مارتن (بالإنجليزية: Adrian Martin)‏ هو ناقد سينمائي أسترالي، ولد في 1959.

## روابط خارجية
- أدريان مارتن على موقع روتن توميتوز (الإنجليزية)
- أدريان مارتن على موقع روتن توميتوز (الإنجليزية)